# Historia de Nueva York (1784-1854)
La historia de Nueva York (1784-1854) comenzó con la creación de la ciudad como capital de los Estados Unidos bajo el Congreso de la Confederación desde el 11 de enero de 1785 hasta el otoño de 1788, y luego bajo la Constitución de los Estados Unidos desde su ratificación en 1789 hasta trasladarse a Filadelfia en 1790. La ciudad creció como centro económico con la apertura del Canal Erie en 1825; el crecimiento de sus ferrocarriles se sumó a su dominio. Tammany Hall comenzó a ganar influencia con el apoyo de muchos inmigrantes irlandeses, culminando con la elección del primer alcalde de Tammany, Fernando Wood, en 1854. La ciudad se había convertido en el puerto y centro financiero más importante del país y competía con Boston como centro de alta cultura.

## Estado

### Como ciudad capital
Con la firma del Tratado de París en 1783 y la consiguiente retirada de las tropas británicas el Congreso de la Confederación se trasladó al Federal Hall en Wall Street en 1785. El primer gobierno de los Estados Unidos, que operaba bajo los Artículos de Confederación y Unión Perpetua desde su ratificación en 1781, pronto se encontró inadecuado para las necesidades de la nueva nación. Sin embargo, se lograron ciertos éxitos en Nueva York, incluida la aprobación de la Ordenanza Noroeste, que sentó las bases para la incorporación de nuevos estados a la Unión.
El neoyorquino Alexander Hamilton dirigió una convocatoria de revisión de los artículos, y la Convención de Annapolis se convocó con representantes de los estados para discutir los cambios necesarios. Al carecer de representación de todos los estados, la convención no hizo sugerencias para cambiar los artículos, sino que redactó un informe que condujo a la creación de una convención constitucional en 1787 para crear un documento de gobierno completamente nuevo.

### Como ciudad federal
El estatus de la ciudad y el estado dentro de la nueva unión bajo la Constitución de los Estados Unidos escrita en 1787 fue cuestionado cuando el gobernador George Clinton se mostró reacio a someter el poder estatal a un gobierno nacional fuerte y se opuso a la ratificación. Algunos empresarios propusieron la secesión de Nueya York como una alternativa a unirse al sindicato por separado, incluido Alexander Hamilton.
George Washington se posesionó como el primer presidente de los Estados Unidos en el balcón del Federal Hall en 1789, y la Declaración de Derechos de los Estados Unidos se redactó en la ciudad. La Corte Suprema se sentó por primera vez en Nueva York. Después de 1790, el Congreso partió hacia Filadelfia.

## Crecimiento de la población y liderazgo económico

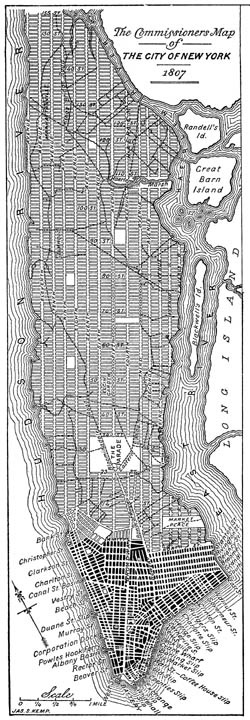
Una versión de 1807 del plan de la Red del Comisionado para Manhattan; fue adoptado en 1811.

Nueva York siguió siendo un enclave cosmopolita dentro de Estados Unidos. El nuevo cónsul francés dio un informe en 1810:
"sus habitantes, que son en su mayor parte extranjeros y están formados por todas las naciones, excepto los estadounidenses, por así decirlo, en general no se preocupan más que por los negocios. Nueva York podría describirse como una feria permanente en la que siempre se reemplaza a dos tercios de la población; donde se están realizando grandes negocios, casi siempre con capital ficticio, y donde el lujo ha alcanzado cotas alarmantes... Es en el campo y en las ciudades del interior donde hay que buscar la población estadounidense del estado de Nueva York". (citado por Fernand Braudel, The Perspective of the World, 1984 p 406).
El "capital ficticio" del cónsul francés presagia el mundo del crédito, en el que se ha basado la confianza de los neoyorquinos. El Plan de los Comisionados de 1811 impuso una cuadrícula levantada sobre todo el terreno variado de Manhattan, en una visión de largo alcance, aunque quizás topográficamente insensible.
Nueva York, con una población de 96 000 personas en 1810, superó con creces a sus rivales, alcanzando una población de 1 080 000 en 1860 (Brooklyn incluida), en comparación con 566 000 en Filadelfia, 212 000 en Baltimore y 178 000 en Boston. El historiador Robert Albion identifica cuatro movimientos agresivos de empresarios y políticos de Nueva York que lo ayudaron a saltar a la cima de las ciudades estadounidenses. 
De mayor importancia, patrocinó el Canal Erie que comenzó a operar en 1825, formando una ruta fluvial continua desde el norte de Nueva York hasta Albany a través del río Hudson, luego al oeste hasta Búfalo utilizando el nuevo canal para llegar a los Grandes Lagos. Abrió un gran mercado nuevo en el norte del estado de Nueva York y el Viejo Noroeste. 
A su vez, Nueva York estableció un sistema de subastas que vendía cargamentos importados de manera eficiente y rápida al mejor postor. Los exportadores de Gran Bretaña descubrieron que Nueva York ofrecía los mejores precios para sus productos e ignoraron cada vez más a Boston y Filadelfia, donde los comerciantes locales intentaron imponer márgenes más altos evitando las subastas. Nueva York inició el primer servicio regular de paquetes del mundo a Inglaterra con Black Ball Line en 1818.
En 1830, dominaba la marina mercante de la nación. Los transportistas ambiciosos llegaron más allá del interior natural para abrir el comercio costero a gran escala, especialmente uno que traía el algodón del sur a Nueva York para exportarlo a las fábricas textiles en el noreste y en Europa, y transportaba productos manufacturados al sur. Para 1830, 40 centavos de cada dólar que las fábricas pagaban por el algodón iban a los corredores de Nueva York para cubrir los gastos de envío.
Los principales rivales, Boston Filadelfia y Baltimore, intentaron competir con el Canal Erie abriendo sus propias redes de canales y ferrocarriles; nunca se pusieron al día. La fabricación no fue un factor importante en el crecimiento de la ciudad en el siglo XIX; las fábricas se estaban construyendo principalmente en pueblos y ciudades más pequeñas con cascadas y ríos rápidos que se aprovechaban para generar energía o estaban más cerca de los suministros de carbón.
En mayo de 1792 un grupo de comerciantes firmó el Acuerdo de Buttonwood y comenzó a reunirse bajo un árbol de buttonwood en Wall Street, comenzando la Bolsa de Valores de Nueva York. El mismo año una epidemia de fiebre amarilla ese verano envió a los neoyorquinos a huir al norte, al cercano y saludable Greenwich Village. En 1797, Aaron Burr tomó el control de Tammany Hall y lo utilizó para ganar el voto electoral del estado en las elecciones presidenciales de 1800.
En 1807, Robert Fulton inició una línea de vapor desde Nueva York a Albany que aceleró el movimiento de carga y pasajeros río arriba. La madera y el carbón fueron los principales productos que se llevaron a Nueva York. El establecimiento de transbordadores de vapor regulares estimuló el crecimiento de Brooklyn, que se estableció como ciudad en 1834.
El 3 de septiembre de 1821, el huracán de Norfolk y Long Island provocó una marejada ciclónica de 13 ft en una hora, lo que provocó inundaciones generalizadas al sur de Canal Street, pero se informaron pocas muertes. Se estima que el huracán fue un evento de categoría 3 y que tocó tierra en Jamaica Bay, lo que lo convierte en el único huracán en la historia registrada que golpeó directamente a Nueva York.
En 1824, se produjo un motín en Greenwich Village entre protestantes y católicos irlandeses, después de un desfile de miembros de la Orden de Orange. Este fue un precursor de los disturbios de Orange de la década de 1870.
Los inmigrantes proporcionaron un recurso fácil para quienes se oponían a la abolición de la esclavitud. Estos a menudo estaban dirigidos por gánsteres de Bowery y Five Points. El 7 de julio de 1834, comenzó una serie de disturbios que terminaron con la destrucción de la Iglesia de San Felipe en Centre Street. En general, las turbas aterrorizaron el área de Five Points.
En 1831, a medida que la ciudad continuaba expandiéndose, se fundó Universidad de Nueva York en Washington Square. La primera de una serie de epidemias de cólera comenzó en 1832. Para 1835, con el pasado de la epidemia, Manhattan estaba en medio del primer auge de la construcción.

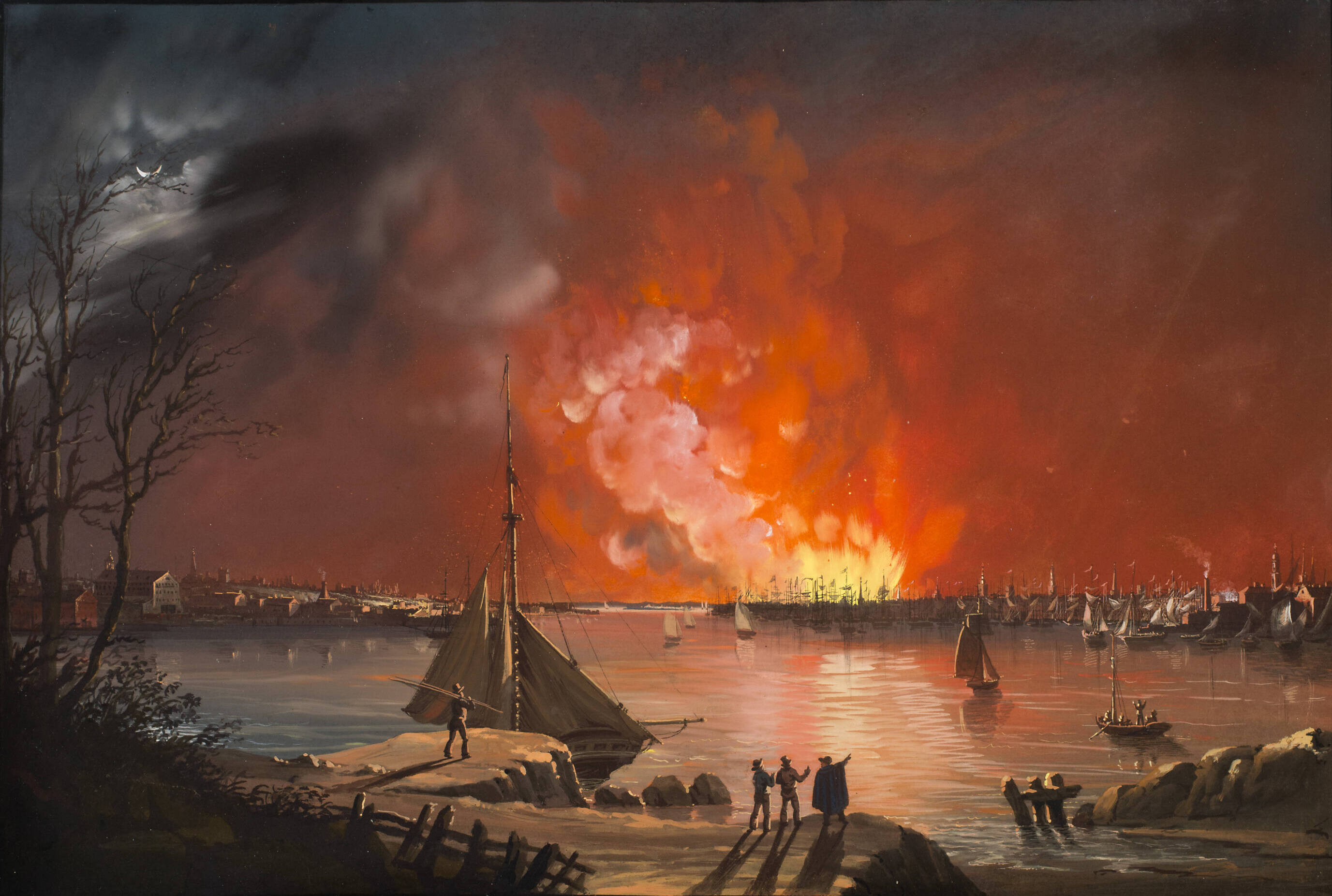
El Gran Incendio de 1835, visto desde Williamsburgh.

A última hora del 16 de diciembre de 1835, estalló el Gran Incendio de Nueva York. La temperatura estaba por debajo de cero (F), y Gale vientos y forzar soplara. Los bomberos, algunos llamados desde lugares tan lejanos como Filadelfia, al principio estaban indefensos para combatir el fuego impulsado por el viento debido a las líneas de hielo y las bombas. El incendio arrasó 200 000 m2 en el Distrito Financiero. Algunas mercancías se llevaban a las iglesias que se pensaba que eran a prueba de fuego, pero varias de ellas se quemaron de todos modos. Finalmente, el fuego se controló haciendo explotar edificios en el camino del fuego.
Muchos de los comerciantes que perdieron sus tiendas pensaron que estarían cubiertos por un seguro, pero las enormes pérdidas y, en muchos casos, la destrucción de la sede de la compañía de seguros en el distrito financiero, llevaron a la quiebra a las compañías de seguros, y gran parte de la pérdida fue descubierto.
Los incendios de la época y la creciente necesidad de agua para la industria llevaron a la construcción del red de abastecimiento del Acueducto de Croton entre 1837 y 1842. El acueducto trajo agua dulce desde la presa Croton en el norte del condado de Westchester sobre el High Bridge hasta el embalse de recepción entre las calles 79 y 86 y las avenidas Sexta y Séptima.
Desde el embalse de recepción, el agua fluyó hacia el embalse de distribución, más conocido como el embalse de Croton. El acueducto se inauguró el 14 de octubre de 1842 con gran celebración. El presidente John Tyler, los expresidentes John Quincy Adams y Martin van Buren y el gobernador de Nueva York William H. Seward estuvieron entre los asistentes.
El rápido desarrollo de la ciudad fue nuevamente interrumpido por el Pánico de 1837. La ciudad se recuperó y a mediados de siglo se consagró como la capital financiera y mercantil del hemisferio occidental.
El gran incendio de Nueva York de 1845 destruyó 345 edificios de madera en el distrito financiero.
El ferrocarril del río Hudson (que se convirtió en el New York Central ) abrió el 3 de octubre de 1851; extendió el ferrocarril Mohawk y Hudson, el primer ferrocarril construido en el estado, al sur de Nueva York.

## Ascenso de la ciudad inmigrante

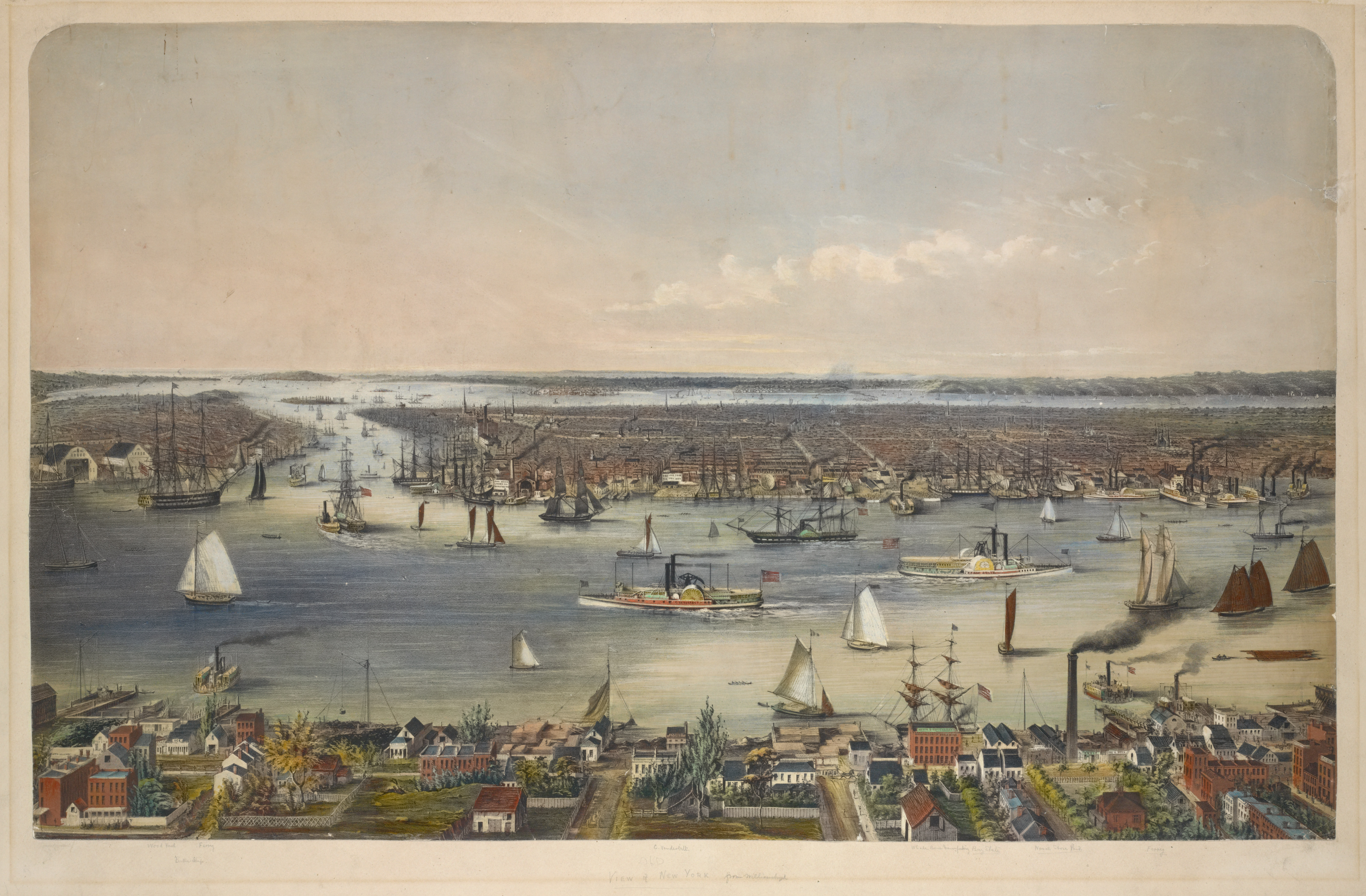
Ciudad de Nueva York y East River, 1848.

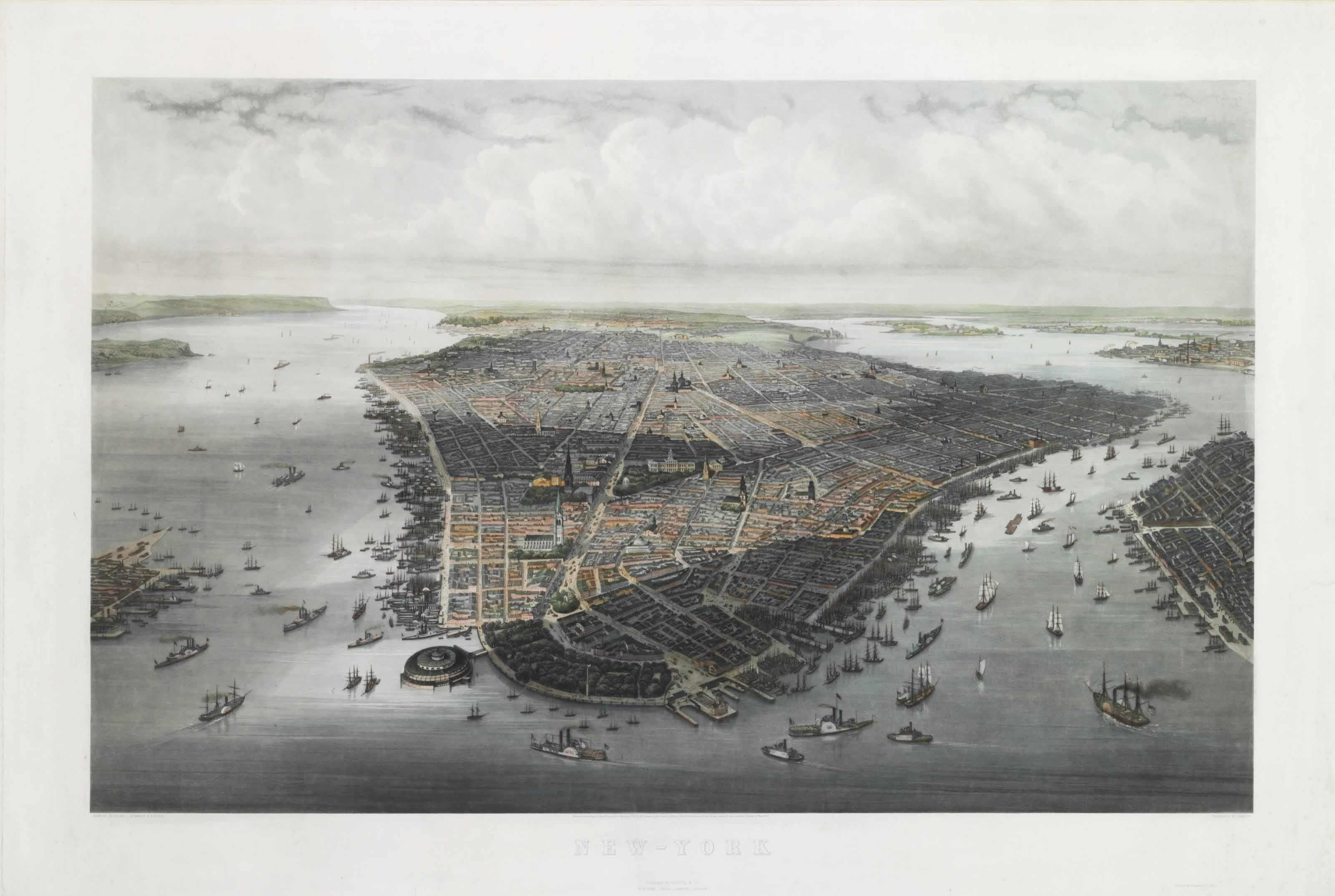
Vista de vuelo de pájaro de Nueva York, 1851

La ciudad y sus suburbios cercanos crecieron rápidamente por varias razones. El puerto natural en la base de Manhattan, Brooklyn y los puertos de Nueva Jersey en Newark y Elizabeth proporcionaron una capacidad casi ilimitada para barcos comerciales y protección contra tormentas. No fue hasta 1985 que Nueva York perdió su lugar como el puerto más activo del mundo.
Otras ciudades, como Boston, Baltimore y Filadelfia, tenían buenos puertos naturales, pero la ventaja de Nueva York sobre otras ciudades de la costa este era que el río Hudson y el canal Erie formaban la única ruta fluvial a través de las montañas Apalaches.
La actitud cosmopolita de la ciudad y la tolerancia de muchas culturas diferentes animaron a muchos tipos diferentes de grupos de inmigrantes a establecerse en la ciudad. A finales de la década de 1840, la ciudad vio un aumento de la inmigración irlandesa con la Gran Hambruna Irlandesa y la inmigración alemana con las Revoluciones de 1848. La gente que venía de Irlanda era pobre, sin conocimiento de su Nuevo Mundo; una vez que llegaron a los muelles, terratenientes sin escrúpulos les ofrecieron viviendas miserables que alguna vez fueron casas para neoyorquinos de clase media. Se apiñaron en habitaciones sucias y los barrios marginales de la ciudad se hicieron conocidos por sus altas tasas de enfermedad. Los inmigrantes eran trabajadores calificados y artesanos, y alemanes que se establecieron en un nuevo barrio llamado "Kleindeutschland" (Pequeña Alemania) y abrieron muchas tiendas donde trabajaron como artesanos. Muchos inmigrantes irlandeses se encargaron de construir el metro y los rascacielos.
El capitalismo crudo y no regulado creó grandes clases medias, medias-altas y altas, pero su necesidad de mano de obra alentó la inmigración a la ciudad en una escala sin precedentes, con resultados mixtos. Se creó el famoso " crisol de culturas ", del que desde entonces han surgido multitudes en la exitosa búsqueda del sueño americano. A mediados y finales del siglo XIX, las áreas de pobreza se podían encontrar en contraste entre los ricos tramos de la parte baja de Broadway, Washington Square, Gramercy Park y Lafayette Street (riqueza que luego tomaría una residencia más extravagante en la Quinta Avenida) y el sórdida enclave de Five Points (pobreza abyecta para luego ocupar el Lower East Side).
La influencia de Tammany Hall aumentó con su cortejo del voto de inmigrantes irlandeses, lo que llevó a la elección del primer alcalde de Tammany, Fernando Wood, en 1854. En 1855, la ciudad de Williamsburg, junto con la ciudad contigua de Bushwick, se anexaron a la ciudad de Brooklyn como el llamado Distrito Este. El primer distrito de Williamsburg se convirtió en el distrito 13 de Brooklyn, el segundo distrito en el distrito 14 de Brooklyn y el tercer distrito en los distritos 15 y 16 de Brooklyn.